# 会津若松テレビ・FM中継局
会津若松テレビ・FM中継局（あいづわかまつテレビ・FMちゅうけいきょく）は、福島県会津若松市の背炙山に置局されている中継局である。

## 概要
- 当地にはNHK福島放送局の総合テレビ・教育テレビ・FM放送と福島県内民放テレビ局、及びふくしまFMの中継局とrfcラジオ福島のFM補完中継局が置かれ、会津盆地の大半とその周辺地域へ電波を発射している。
- なお、背炙山についての詳細は、該当項を参照の事。

## 中継局送信施設概要

### デジタルテレビ放送送信所
| リモコン 番号 | 放送局名           | チャンネル 番号 | 空中線 電力 | ERP   | 放送対象地域 | 放送区域 内世帯数 | 運用開始日     |
| ------------- | ------------------ | --------------- | ----------- | ----- | ------------ | ----------------- | -------------- |
| 1             | NHK 福島総合       | 16              | 500W        | 2.3kW | 福島県       | 約8万1000世帯     | 2006年 12月1日 |
| 2             | NHK 福島教育       | 14              | 500W        | 2.3kW | 全国         | 約8万1000世帯     | 2006年 12月1日 |
| 4             | FCT 福島中央テレビ | 22              | 500W        | 2.9kW | 福島県       | 約8万1000世帯     | 2006年 12月1日 |
| 5             | KFB 福島放送       | 30              | 500W        | 2.9kW | 福島県       | 約8万1000世帯     | 2006年 12月1日 |
| 6             | TUF テレビユー福島 | 20              | 500W        | 2.8kW | 福島県       | 約8万1000世帯     | 2006年 12月1日 |
| 8             | FTV 福島テレビ     | 18              | 500W        | 3kW   | 福島県       | 約8万1000世帯     | 2006年 12月1日 |

### アナログテレビ放送送信所
2012年（平成24年）3月31日停波。
| チャンネル 番号 | 放送局名           | 空中線 電力         | ERP                   | 放送対象地域 | 放送区域 内世帯数 | 運用開始日     | 備考     |
| --------------- | ------------------ | ------------------- | --------------------- | ------------ | ----------------- | -------------- | -------- |
| 1               | NHK 福島総合       | 映像1kW/ 音声250W   | 映像6.5kW/ 音声1.6kW  | 福島県       | 不明              | 1960年 6月1日  | [ 注 1 ] |
| 3               | NHK 福島教育       | 映像1kW/ 音声250W   | 映像6.2kW/ 音声1.55kW | 全国         | 不明              | 1964年 9月1日  | [ 注 2 ] |
| 6               | FTV 福島テレビ     | 映像1kW/ 音声250W   | 映像6.3kW/ 音声1.55kW | 福島県       | 不明              | 1963年 4月1日  | [ 注 4 ] |
| 37              | FCT 福島中央テレビ | 映像5kW/ 音声1.25kW | 映像26kW/ 音声6.6kW   | 福島県       | 不明              | 1970年 4月1日  | なし     |
| 41              | KFB 福島放送       | 映像5kW/ 音声1.25kW | 映像29kW/ 音声7.2kW   | 福島県       | 不明              | 1981年 10月1日 | なし     |
| 47              | TUF テレビユー福島 | 映像5kW/ 音声1.25kW | 映像28kW/ 音声7.1kW   | 福島県       | 不明              | 1983年 12月4日 | なし     |

### FM放送送信所
| 周波数（MHz） | 放送局名                | 空中線 電力 | 実効輻射電力 | 放送対象地域 | 放送区域 内世帯数            | 運用開始日                     |
| ------------- | ----------------------- | ----------- | ------------ | ------------ | ---------------------------- | ------------------------------ |
| 82.8          | ふくしまFM エフエム福島 | 250W        | 1.2kW        | 福島県       | -                            | 1995年10月1日                  |
| 85.9          | NHK 福島FM              | 250W        | 1.2kW        | 福島県       | -                            | 1969年3月1日 （1965年2月20日） |
| 90.8          | rfc ラジオ福島          | 250W        | 1.15kW       | 福島県       | 85,242世帯 (カバー率 38.5%） | 2018年12月1日                  |

## その他
- 当中継局は出力が大きいものの、周囲が山がちという会津地方特有の地理的環境から電波が広範囲に届きにくく、会津盆地とその周辺の地域にしか電波が届いていない。ただし隣県の新潟市や阿賀野市、新発田市、五泉市、阿賀町などに電波が届いてるケースもありこれらの地域では受信可能な場所が多い。
- NHK総合・NHK教育のアナログ放送はともに関東広域圏（東京タワー）と同じチャンネルであり、FTV（6チャンネル）は1983年以前のキー局だったTBSテレビと同じ周波数であった。